# Storia della Società Sportiva Arezzo
Di seguito viene trattata la storia della Società Sportiva Arezzo dalla fondazione ad oggi.

## XX secolo

### Gli albori
Data storica per i tifosi aretini è il 10 settembre 1923, giorno in cui presso il "Caffè del Vapore" della città toscana un gruppo di giovani amanti del calcio fonda la Juventus Foot Ball Club (così chiamata in onore proprio della Juventus di Torino, di cui due dei fondatori, i fratelli Arpino, erano tifosi). La prima divisa è arancione con calzoncini neri. Giuseppe Giannini è il primo presidente (oltre che allenatore, cassiere, segretario e di professione elettricista), mentre viene disposto che i giocatori versino 50 centesimi al mese a testa per mantenere la squadra.

### L'U.S. Arezzo
Negli anni a seguire la squadra guadagna discreti piazzamenti nei campionati inferiori e vi si aggregano alcune compagini locali (Esperia, Etruria, Fulgor, Libertas, Olimpia e Petrarca): così il 9 settembre 1930 nasce l'Unione Sportiva Arezzo, con Umberto Bondi quale presidente. Gli amaranto fino ad allora militarono alcune stagioni in Seconda e Terza Divisione, ma nel 1933-1934 la squadra viene sciolta a causa delle dimissioni del presidente Bianconi e ricostituita nel 1936 in Seconda Divisione col nuovo nome di Società Sportiva Juventus Arezzo con il giallo e il nero come colori sociali. Al tradizionale nome di U.S. Arezzo si tornò già a partire dall'anno successivo riutilizzando l'amaranto come colore sociale.

L'Arezzo del 1971-1972, in Serie B, massima categoria raggiunta dagli aretini nel corso della loro storia.

Nel campionato di Serie C 1947-1948 gli amaranto, allenati dall'ungherese Árpád Hajós, vincono il girone N, staccando di 4 punti le inseguitrici Vigor Fucecchio e Monsummanese. Il risultato qualifica l'Arezzo alla nuova Serie C riorganizzata su 4 gironi nazionali gestiti dalla Lega Nazionale.
Gli anni seguenti l'Arezzo cade in una grave crisi economica, culminata nel 1953 con la retrocessione in Promozione Regionale (all'epoca la quinta serie del campionato di calcio italiano). Tre anni dopo, tuttavia, gli amaranto si risollevarono. Nel 1956 viene infatti eletto presidente Simeone Golia, storico dirigente amaranto che va a potenziare il parco giocatori, ottenendo nel 1958 il ritorno in Serie C. Nel 1961, con l'affiancamento a Golia sulla poltrona presidenziale del noto industriale aretino Mario Lebole, l'Arezzo si dota del nuovo Stadio Comunale: si tratta dello stesso stadio dove oggi gioca l'Arezzo, impianto sportivo che il 18 novembre 2006 è stato ribattezzato "Città di Arezzo".

Francesco Graziani, attaccante aretino nei primi anni 1970, e poi presidente del club a metà anni 1990

Quattro anni dopo, nella stagione 1965-1966 si ottiene la prima promozione in Serie B. Gli amaranto, allenati da Cesare Meucci, vincono il girone B della Sere C dopo un appassionante testa a testa con il Prato, staccato di appena un punto. Presidente è ancora Golia, che nel frattempo trasforma l'Arezzo in Società per azioni. La gioia della promozione coinvolge l'intera città e gli amaranto, per celebrare l'evento, giocano e vincono (2-1) una partita amichevole contro i brasiliani del Vasco da Gama. La permanenza tra i cadetti dura però una sola stagione.
Già nel 1968-1969 giunge la seconda promozione, con l'allenatore Omero Tognon. L'anno dopo la salvezza arriva per un soffio, con l'Arezzo che giunge 14º dopo aver collezionato ben 24 pareggi, 17 dei quali per 0-0. Gli anni a seguire sono più interessanti: nel 1970-1971 la squadra si piazza addirittura al 7º posto; l'anno dopo giunge uno dei più importanti attaccanti per l'Arezzo, Francesco Graziani.
Nel 1974-1975 l'Arezzo torna in Serie C. La stagione è stata caratterizzata da una serie di problemi tecnici e soprattutto societari (tre presidenti avvicendatisi al vertice).
Il ritorno tra i cadetti arriva solo sette anni dopo, al termine della stagione 1981-1982, con la squadra allenata dall'ex-goleador interista Antonio Valentín Angelillo e trascinata dal bomber Tullio Gritti. La stagione è preceduta dalla conquista della Coppa Italia di Serie C, nel giugno 1981, quando l'Arezzo supera in finale la Ternana (0-1 a Terni e 2-0 dopo i tempi supplementari ad Arezzo). L'anno dopo gli amaranto guadagnano la salvezza, ma la stagione d'oro è il 1983-1984, che vede l'Arezzo giungere quinto, a soli 5 punti dalla zona promozione. Nel 1987-88 l'Arezzo retrocede in Serie C1.

L'Arezzo del 1981-1982, promosso in serie cadetta; sul petto dei giocatori, la coccarda tricolore della Coppa Italia Semiprofessionisti vinta nella stagione precedente.

Negli anni seguenti, nonostante tutti gli sforzi e gli acquisti di calciatori di buon livello come Briaschi, Zoppis, Strukely, Tovalieri e Dell'Anno, l'U.S. Arezzo non riesce a ritornare in Serie B.

### Il fallimento
L'U.S. Arezzo disputa la sua ultima stagione sportiva nel 1992-1993, che culmina con il fallimento, l'esclusione alla 27ª giornata di campionato e la cancellazione della società dai ruoli federali FIGC.
Nell'estate 1992 date le difficoltà gestionali incontrate dall'allora presidente Mauro Bianchini, il club viene acquistato da una cordata di imprenditori romani che si appoggia al direttore sportivo Enzo Nucifora. L'organico è affidato a Domenico Neri detto "Menchino" (che aveva guidato l'Arezzo nel 1990-91 e nel 1991-92) e pur contando elementi di buon livello, si rivela inadeguato alla situazione, sprofondando rapidamente in classifica.
La dirigenza e il "Comitato di Sostegno" che sorreggono la pericolante compagine amaranto cercano di risollevare la squadra chiamando in panchina Aldo Cerantola che però lascia dopo appena una giornata, vista la sconfortante sconfitta per 2-0 subita per mano della Sambenedettese.

Stefano Butti, bandiera aretina dal 1980 al 1992 e recordman di presenze (302) in maglia amaranto.

Neri torna per poche giornate, poi Nucifora tenta la "carta" Antonio Pasinato: nonostante i buoni propositi il cambio di allenatore non porta nessun buon risultato e, dopo un litigio con Patta, Pasinato lascia Arezzo prima dell'incontro in trasferta, poi perso nettamente, con la Vis Pesaro. Il campionato pare ormai compromesso e il nuovo allenatore, il locale Mario Rossi detto "Pinella", può far ben poco per risollevare una situazione ormai critica.
A poche giornate dalla fine viene presentata, da parte di un ristorante, un'istanza di fallimento ai danni dell'U.S. Arezzo per la somma di 150 milioni di lire. Nonostante i tentativi dell'ex-presidente Benito Butali di salvare la situazione, il 17 aprile 1993 è decretato il fallimento della società amaranto.
Nessuno si presenta per chiedere l'esercizio provvisorio (concesso negli anni seguenti ad altre squadre come Monza, Como,  Taranto e Parma) e la FIGC revoca immediatamente l'affiliazione alla società amaranto, che viene esclusa dalla Serie C1 a 7 giornate dalla conclusione. All'Arezzo (in quel momento già virtualmente condannato alla retrocessione in Serie C2) sono revocati tutti i risultati ottenuti sino ad allora. Una misura drastica che, tra l'altro, non fu presa nei confronti di altre due squadre fallite quell'anno a stagione in corso, ovvero la Ternana che militava in Serie B, e il Suzzara che militava in Serie C2.
Alla notizia della radiazione, quasi tutti i giocatori non perdono tempo nel trasferirsi altrove (subendo gli inevitabili strali del tecnico Rossi) a parte poche eccezioni. Tra esse quella di Daniele Berti, che annuncia immediatamente il ritiro dall'attività agonistica.
La tifoseria reagisce con dolore, ma anche con grande compostezza e senza intemperanze, alla cancellazione del sodalizio amaranto. In città vengono suonate le campane a morto e affissi annunci mortuari. Al posto dell'incontro di Serie C1 Vicenza- Arezzo, annullato per via della radiazione dei toscani, l'emittente locale Teletruria, attraverso le voci dei telecronisti dell'epoca (Nedo Settimelli, Luca Tosi, Giovanni Melani e Antonio Morelli), ripropone lo storico match di Serie B 1982-83 Arezzo-Milan (finito 2-2) con la scritta «Addio Arezzo, noi ti ricordiamo così».
A Montevarchi (la cui formazione, il Montevarchi milita all'epoca in Serie C2 e lotta per la promozione in terza serie) la notizia della scomparsa degli acerrimi avversari dell'U.S. Arezzo viene accolta diversamente: i tifosi rossoblu organizzano pure una piccola festa con tanto di mini-carosello di auto e champagne generosamente distribuito dagli ultrà riunitisi allo stadio Brilli Peri.
La notizia del fallimento trova risalto, sia pur per breve tempo, su tutti i supporti mediatici dell'epoca.

### La nascita dell'A.C. Arezzo e il ritorno tra i professionisti
La storia dell'Arezzo riprende con "Ciccio" Graziani, che con altri soci fonda l'Associazione Calcio Arezzo e riesce ad iscriverla al Campionato Nazionale Dilettanti.
Nel 1995-1996 arriva sulla panchina amaranto il pressoché sconosciuto Serse Cosmi. Il nuovo mister compie un autentico miracolo: a fine stagione l'Arezzo ha stravinto il proprio girone volando in C2, mentre nel 1997-1998 si aggiudica i play-off del girone B e torna in C1. Il gruppo di Cosmi è composto tra gli altri dal bomber Corrado Pilleddu, dall'indimenticato capitano Lauro Minghelli (stroncato nel 2004, a 31 anni, dal Morbo di Gehrig a cui è dedicata la Curva Sud dello stadio), dal trequartista ex-Lazio Roberto Bacci.
Nel 1999-2000, trascinato dai goal del felsineo Fabio Bazzani, l'Arezzo giunge fino ai play-off per la serie B, mancando la promozione in B dopo la sconfitta con l'Ancona in semifinale).

## XXI secolo

### Di nuovo in Serie B
La stagione 2000-2001, mentre Cosmi si è accasato al Perugia, la società, ora in mano a Giovanni Bovini, chiama in panchina l'ex campione del mondo Antonio Cabrini. Al posto di Bazzani (ceduto al Venezia) l'Arezzo si affida alla punta del Liechtenstein Mario Frick. La squadra disputa un campionato di alto livello, terminato con la sconfitta ai play-off (ancora in semifinale, stavolta contro il Livorno). Alla guida della società intanto è arrivato Piero Mancini.
Le stagioni successive si rilevano più avare di buoni risultati, con l'Arezzo salvo ai play-out nel 2001-02 (vittoria sulla Carrarese 1-2 e 3-0) e retrocesso, dopo essersi piazzato ultimo, nel 2002-2003 (retrocessione poi resa ininfluente dal ripescaggio dell'anno successivo).
Prima del ripescaggio il presidente Piero Mancini dichiarava di voler costruire un organico per il pronto ritorno in Serie C1. Fu chiamato in panchina Mario Somma, che si affidò alle prestazioni dell'attaccante Elvis Abbruscato e dal capitano Matteo Serafini. Nonostante la squadra fosse stata concepita per vincere la C2, l'Arezzo vinse il girone A della Serie C1 con tre giornate di anticipo e, dopo sedici anni, tornò in Serie B. A fine stagione l'Arezzo conquista contro il Catanzaro, vincitore del girone B, la Supercoppa di Lega Serie C1 dopo aver vinto per 3-0 l'incontro casalingo e per 1-0 la gara di ritorno in Calabria.
Nella stagione 2004-2005, con Pasquale Marino (salvo una breve parentesi di Marco Tardelli) in panchina, l'Arezzo raggiunge all'ultimo tuffo la salvezza in Serie B, grazie al 3-0 casalingo imposto al Vicenza nell'ultima di campionato.
Nella stagione 2005-2006 l'Arezzo, passato sotto la guida di Elio Gustinetti, guadagna rapidamente la matematica salvezza (obiettivo principale), e giunge settimo a fine campionato, ad un passo dall'accesso ai play-off per la Serie A.

### Calciopoli e la retrocessione in Serie C1
Prima dell'avvio della stagione 2006-2007 anche l'Arezzo viene travolto dallo scandalo di Calciopoli, che sconvolge il calcio italiano nell'estate 2006. Il 14 agosto 2006 il procuratore della FIGC Stefano Palazzi chiede il deferimento della società amaranto a seguito di un'intercettazione telefonica relativa all'incontro di serie B 2004-2005 Arezzo-Salernitana (giocata il 14 maggio 2005 e vinta dall'Arezzo 1-0 con rete di Gionatha Spinesi al 10'). Uno dei guardalinee di quella partita, Stefano Titomanlio, dichiarava nel colloquio telefonico a Leonardo Meani (addetto agli arbitri del Milan) di aver aiutato gli amaranto in un momento di maggior pressione dei campani. Palazzi chiede e ottiene così il deferimento dell'Arezzo per "presunta responsabilità in illecito", in quanto «non vi è fondato dubbio che la società Arezzo non fosse a conoscenza del tentativo di illecito posto in essere attraverso il tentativo di alterare il risultato di Arezzo-Salernitana». A tal proposito Palazzi chiede la retrocessione dell'Arezzo in Serie C1 con 3 punti di penalizzazione.
Tuttavia la sentenza emanata il 18 agosto 2006 dalla Commissione di Appello Federale è più lieve per l'Arezzo, confermandolo in Serie B, ma penalizzandolo in un primo momento di 9 punti nella classifica del campionato cadetto 2006-2007. La società amaranto ricorre a quel punto in appello, riuscendo però ad ottenere solo una diminuzione dei punti di penalizzazione da 9 a 6.
Alla guida di Antonio Conte (alla sua prima esperienza da allenatore), la squadra amaranto parte male, e Conte viene esonerato e sostituito da Maurizio Sarri. L'avvicendamento produce risultati positivi, culminati il 23 dicembre all'Olimpico di Torino, quando gli amaranto riescono a rimontare 2 gol (doppietta di Martinetti) alla Juventus, costringendola al primo pareggio in casa della stagione.
Al recupero in campionato dell'Arezzo, fa eco il cammino in Coppa Italia. L'Arezzo elimina Perugia,  Venezia, Udinese e Livorno. Contro i labronici l'Arezzo ottiene, per la prima volta nella sua storia, l'accesso ai quarti di finale, dove è l'unica squadra di Serie B rimasta. La partita di andata contro il Milan, giocata al Meazza, si conclude con una sconfitta per 2-0. Nella partita di ritorno, disputata allo Stadio Città di Arezzo, la squadra aretina è eliminata, ma consegue comunque una prestigiosa vittoria per 1-0 (gol di Antonio Floro Flores).
Dopo alcune prove poco confortanti, l'Arezzo torna in fondo alla classifica e il 14 marzo il presidente Mancini richiama in panchina Antonio Conte. Il ritorno dell'allenatore favorisce il recupero della squadra, che si gioca l'accesso ai play out all'ultima giornata. Gli amaranto vincono 3-1 in casa di un Treviso già salvo. Lo Spezia strappa però la vittoria alla Juventus, costringendo l'Arezzo alla retrocessione. La partita avrà anche una coda polemica, quando il mister Antonio Conte criticherà la sua ex-squadra, la Juventus, per la clamorosa sconfitta in casa contro lo Spezia.
L'Arezzo, tuttavia, non è ancora definitivamente condannato alla C1: già da mesi, infatti, la squadra amaranto aveva presentato ricorso al T.A.R. del Lazio contro i 6 punti di penalizzazione. Dopo diversi rinvii, il tribunale amministrativo pronuncia la propria sentenza il 13 giugno 2007: è un verdetto amaro per l'Arezzo, cui viene respinto il ricorso. Stavolta la retrocessione è cosa certa. Senza la penalizzazione, il club avrebbe conquistato la salvezza immediata.
Nella stagione 2007-2008 l'Arezzo ha militato nel girone B del campionato di Serie C1. Allenati inizialmente da Luciano De Paola, gli amaranto sono passati poi sotto la guida di Stefano Cuoghi e quindi di Fabio Fraschetti. A fine stagione la squadra si è piazzata al sesto posto con 53 punti, a pari merito con Perugia e Pescara, e mancando la qualificazione ai play-off unicamente per la differenza reti.

Il 9 ottobre 2007, intanto, l'Arezzo aveva subito una nuova penalizzazione, stavolta di 3 punti: accogliendo le richieste del procuratore Palazzi (penalizzazione di 3 punti, nonché inibizione del presidente Mancini per 1 anno e ammenda di 15.000 euro), la Commissione Disciplinare della FIGC ha punito la società toscana per essersi rivolta, durante la stagione precedente, alla giustizia sportiva in un momento in cui i regolamenti lo vietavano. La società ha presentato ricorso, accolto il 6 dicembre dalla Corte di Giustizia Federale, che ha restituito i tre punti in classifica e annullato sia la multa di 15.000 euro sia l'inibizione al Presidente Piero Mancini.
Il 19 giugno 2008, tuttavia, è piovuta una nuova tegola sull'Arezzo: il presidente Piero Mancini è stato infatti arrestato per presunta frode informatica e telefonica, a causa di addebiti in bolletta dei numeri speciali 899, 166, 892, 0088. A Mancini il pubblico ministero di Arezzo ha contestato il reato di riciclaggio e concorso esterno in associazione per delinquere.
Nella stagione di Lega Pro Prima Divisione 2008-2009, l'Arezzo è passato sotto la guida di Marco Cari. Nonostante la buona classifica, due sconfitte consecutive hanno portato il 24 febbraio 2009 all'esonero di Cari, con l'arrivo in panchina di Guido Ugolotti. La permanenza di quest'ultimo sulla panchina amaranto è durata 5 giornate, dopo le quali la dirigenza ha richiamato alla guida della squadra Cari. Gli amaranto raggiungeranno il quarto posto finale, guadagnandosi l'accesso ai play-off contro il Crotone. Nella gara di andata, il 31 maggio 2009, l'Arezzo si fa battere a domicilio per 2-1. Al ritorno, il 7 giugno 2009, l'Arezzo subisce un autentico tracollo allo stadio Ezio Scida di Crotone: la partita termina con un 4-0 che preclude all'Arezzo la corsa alla Serie B.

### La mancata iscrizione alla Lega Pro
All'inizio della stagione il patron Mancini decide di non rinnovare nessuno dei dodici contratti in scadenza, dando così avvio ad una vera e propria rivoluzione. A Leonardo Semplici è affidata la panchina, mentre il ruolo di direttore generale è assegnato a Franco Ceravolo.
Il 16 novembre 2009 dopo 13 partite Leonardo Semplici viene esonerato e al suo posto viene chiamato Giuseppe Galderisi. Il 18 aprile, dopo il pareggio interno con il Viareggio, il tecnico viene esonerato, anche in seguito alla conferenza stampa dove il mister avrà un acceso diverbio con la stampa locale. Intanto Franco Ceravolo per le ultime tre gare richiama in panchina Leonardo Semplici. Dopo l'avvicendamento in panchina l'Arezzo totalizza sei punti in tre partite e chiude il campionato in quarta posizione a 61 punti. La squadra amaranto accede ai play-off dove affronterà la Cremonese, che travolgerà la squadra amaranto con un secco 0-2. Ceravolo richiama a quel punto Galderisi per la semifinale di ritorno a Cremona. La squadra vince 2-1, ma viene eliminata dai play-off.
Il 16 giugno 2010 la società comunica sul suo sito di non essere in grado di adempiere agli impegni previsti per il 25 giugno 2010 che consentirebbero il regolare proseguimento della gestione. Il 30 giugno la società si iscrive con riserva in Lega Pro I divisione. Per mancanza di liberatorie è però respinta in prima istanza dalla Lega, che decreta poi la definitiva mancata iscrizione della società.

### La nascita dell'A.S.D. Atletico Arezzo, la ripartenza dalla Serie D e il ripescaggio in Lega Pro
A seguito della mancata iscrizione della squadra, viene fondata l'A.S.D. Atletico Arezzo: Marco Massetti ricopre il ruolo di presidente. Alla direzione sportiva si avvicendano prima Giuliano Sili e poi Andrea Mangoni. Rientra in società anche Domenico Neri carismatico capitano negli anni '80 in Serie B.
La squadra viene affidata a Marco Carrara, che totalizza 2 punti in sei gare. Il 12 ottobre Carrara viene sostituito da Fabrizio Fratini. All'inizio di novembre 2010 Massimo Paoloni, imprenditore romano nel settore dell'edilizia, già socio di minoranza del Giulianova, avvia una trattativa con Massetti per rilevare il club. La trattativa viene improvvisamente bloccata dalla subentrante offerta di una cordata di cui fa parte l'attore Luca Zingaretti che, assistita dal commercialista romano Gino Severini, permette l'immediata conclusione della trattativa ed il passaggio di mano del club. La società viene trasformata in Srl e Severini assume l'incarico di presidente con Massetti vice. I ruoli della squadra vengono riformulati con Walter Martucci direttore generale, Abel Balbo consulente tecnico e Maurizio Coppola allenatore. Gli amaranto arrivano al nono posto, rimontando sul finire di campionato dopo un inizio molto difficile.
Per la stagione 2011-2012 l'Arezzo decide inizialmente di affidarsi ad Abel Balbo nel ruolo di allenatore. Il mister lascia però prima ancora dell'inizio del campionato, a luglio 2011. Al suo posto viene scelto Michele Bacis, con Beppe Materazzi nel ruolo di direttore tecnico.. Gli amaranto lottano per la promozione, giungendo secondi dietro il Pontedera. L'Arezzo verrà poi eliminato alla quarta fase dei play-off ai calci di rigore contro il San Donà Jesolo.
La stagione 2012-2013 vede nuovamente il ritorno in panchina di Abel Balbo, con Michele Bacis che ottiene il ruolo di allenatore in seconda. Dopo un difficile inizio di campionato Balbo viene esonerato il 30 ottobre, e la panchina viene nuovamente affidata a Michele Bacis. L'avvicendamento tra i due non sortisce i risultati sperati e la società, che nel frattempo è stata rilevata dall'imprenditore romano Mauro Ferretti, esonera l'allenatore e si affida a Federico Nofri, che conquista il 9º posto finale.
La stagione 2013-2014 inizia con una nuova ristrutturazione societaria. Il ruolo di direttore generale è affidato a Daniele Diomede, mentre la panchina va a Davide Mezzanotti che nel corso della stagione è stato esonerato e sostituito da Andrea Chiappini concludendo il campionato al terzo posto nel girone E della massima divisione dilettantistica e qualificandosi ai play-off, dove la squadra amaranto viene eliminata nel quarto turno.
Il 4 settembre 2015, poi, alla vigilia della stagione 2014-2015, la società viene ripescata nel girone A della Lega Pro dalla FIGC, sostituendo il Vicenza, a sua volta ripescato in Serie B in sostituzione del Siena, estromesso a seguito del dissesto finanziario.
Nel 2015-2016, sotto la guida di Ezio Capuano, la squadra si piazza nona in Lega Pro. Un anno più tardi, sotto la guida di Stefano Sottili, si piazza quarta, accedendo ai play-off, dove è eliminata al primo turno dalla Lucchese.